# Статский советник

Статский советник. Знаком различия служат галунные петлицы без просветов с одной звездой и эмблемой служебного ведомства (в данном случае Почтово-телеграфного ведомства)

Ста́тский сове́тник (от нидерл. staat «государство») — гражданский чин 5-го класса в Табели о рангах до 1917 года.

## История
В Табели о рангах, учреждённой указом Петра I от 24 января (4 февраля) 1722 года чин статского советника располагался в 5-м классе гражданских чинов и соответствовал должностям вице-директора департамента, вице-губернатора, председателя казённой палаты, а также военным чинам бригадира и капитан-командора флота.
После упразднения в 1796 году военного чина бригадира статский советник занимал промежуточное положение между чинами полковника и генерал-майора. Отголоском этого положения были знаки различия статского советника — одна звезда на погонах со специальным плетением; в армии подобных погон не было, так как чина, равного статскому советнику, там не существовало, и генерал-майоры носили на погонах две звезды.
Обращением к статскому советнику было «ваше высокородие». К началу XX века оно оставалось в России уникальным — так обращались только к статскому советнику.
В середине XIX века чин статского советника относился к 1-й группе чиновников (с 1-го по 5-й класс), объединявших представителей высшей номенклатуры, определявших курс политики государства. Носители данного чина имели особые привилегии и высокие должностные оклады.
Чин статского советника прекратил существование с 12 (25) ноября 1917 года — даты вступления в силу Декрета об уничтожении сословий и гражданских чинов.

## Права и срок выслуги
Согласно указу Петра I об учреждении Табели о рангах, все, получившие 8 первых рангов по статскому или придворному ведомству, причислялись потомственно к лучшему старшему дворянству, «хотя бы и низкой породы были»; причём потомственное дворянство распространялось только на детей, рождённых уже по получении отцом этого чина; если по получении чина детей у него не родится, он может просить о пожаловании дворянства одному из преждерождённых его детей.
По манифесту 11 (23) июня 1845 года чин статского советника давал право на потомственное дворянство при условии, что этот чин присвоен не при выходе в отставку.
Александр II указом от 9 (21) декабря 1856 года лишил статских советников такого права, установив, что по гражданскому ведомству право на потомственное дворянство приобреталось получением чина 4-го класса (действительный статский советник). Лица, произведённые в статские советники после издания этого указа, получали права личного дворянства.
Для производства в чин статского советника был установлен срок службы в предыдущем чине в 4 года.

## Статский советник в книгах и фильмах
Каковое происшествие было усмотрено стоявшим на углу постовым городовым бляха № 777, который задержал статского советника и представил его в участок, где и был составлен протокол.— Святой (Из истории комического времени на Руси), В. М. Дорошевич На смех. — СПб.: М. Г. Корнфельда, 1912. — С. 133
В чине статского советника оказывается и нос, сбежавший от героя повести Н. В. Гоголя «Нос», коллежского асессора Ковалёва, что добавляет коллизии сюжету. Коллежскому асессору (чин 8-го класса) крайне трудно призвать к порядку бежавшую часть тела, оказавшуюся в столь высоких чинах, да ещё и служащую по другому ведомству.
Эраст Фандорин, герой серии исторических детективов Акунина, представлен в фильме «Статский советник» человеком разносторонним. Статский советник является очень уважаемой фигурой. С ним советуются начальник полицейского управления и генерал-губернатор Москвы.